# Елізабет Паркінсон
Елізабет Паркінсон (англ. Elizabeth Parkinson) — американська акторка і танцюристка, що отримала визнання у балеті, в стилях модерну та джазу.

## Біографія
Народилась у місті Тампа, штат Флорида. В 11 років Елізабет побачила музичний твір «Dancin'» режисера і хореографа Боба Фосса і відразу зрозуміла, що хоче танцювати. У 17 років танцювала у балетній трупі «Балет Джоффрі» (Joffrey Ballet).
В 1984 році вона переїхала до головної трупи і протягом 8 років була однією з провідних танцюристок. Згодом зацікавилась музичним театром і перейшла до Бродвейського театру.
У 1999 році дебютувала на Бродвеї у музичному спектаклі «Fosse». Отримала премію FANY за кращий бродвейський дебют та номінацію « Outer Critics Circle».
Елізабет Паркінсон з'явилася в кінофільмах «Stay», «Romance and Cigarettes» та «Every Little Step».
У 2002 році Паркінсон отримала роль Бренди у музичному спектаклі «Movin' Out». У 2003 році була номінована на премію «Тоні» як краща акторка в музичному стилі, премію Drama Desk як видатна акторка в музичному стилі, а також отримала визнання Astaire Award за кращу жіночу роль танцюристки на Бродвеї.
Елізабет Паркінсон разом з чоловіком викладає у власній школі театрального мистецтва FineLine в Нью-Мілфорді, штат Коннектикут.